# Mallerenga cellablanca
La mallerenga cellablanca o mallerenga diademada (Poecile superciliosus, abans Parus superciliosus) és una espècie d'ocell passeriforme que pertany a la família Pàrids. És endèmica dels boscos de muntanya de la Xina central i el Tibet.
Fa 13,5-14 cm de llarg, amb un pes de 10-12 g. El patró del plomatge és molt semblant al de la mallerenga muntanyenca (Poecile gambeli) de l'oest d'Amèrica del Nord (de la qual en ocasions s'ha considerat una subespècie, tot i estar en un continent diferent), es diferencien en el pit i les galtes que són marró rovellat, no blanc, i amb una cella blanca més llarga i clarament definida; el dors també és d'un marró més ric, no de color marró grisenc (del Hoyo et al. 2007).
Es reprodueix als boscos d'arbustos alpins de berberis, rhamnus, rododendre i salze a 3.200-4.235 m d'altitud, descendint a l'hivern a nivells lleugerament més baixos on es troba als boscos de coníferes, principalment Picea. Fa el niu a terra en escletxes de roca o caus antics de rosegadors (del Hoyo et al. 2007).
Els estudis filogenètics moleculars han demostrat que la mallerenga cellablanca és tàxon germà de la mallerenga lúgrube (Poecile lugubris).